# اژار، موریتانیا
اژار، موریتانیا یک سکونتگاه مسکونی در موریتانی است که در Guidimaka واقع شده‌است.

## خصوصیات
اژار ۱۱٬۳۳۱ نفر جمعیت دارد.